# Điểm đến của KLM
KLM cùng với các công ty con là KLM Cargo và KLM Cityhopper có đường bay tới những điểm sau:.
(^^): các điểm đến có cả dịch vụ trở khách và trở hàng.

## Châu Phi
- Ai Cập
  - Cairo - Sân bay quốc tế Cairo
- Ethiopia
  - Addis Ababa - Sân bay quốc tế Bole
- Ghana
  - Accra - Sân bay quốc tế Kotoka
- Kenya
  - Nairobi - Sân bay quốc tế Jomo Kenyatta
- Libya
  - Tripoli - Sân bay quốc tế Tripoli
- Nigeria
  - Abuja - Sân bay quốc tế Nnamdi Azikiwe
  - Kano - Sân bay quốc tế Mallam Aminu Kano
  - Lagos - Sân bay quốc tế Murtala Muhammed
- Rwanda
  - Kigali - Sân bay quốc tế Kigali [từ tháng 10-2010]
- Nam Phi
  - Cape Town - Sân bay quốc tế Cape Town
  - Johannesburg - Sân bay quốc tế OR Tambo
- Sudan
  - Khartoum - Sân bay quốc tế Khartoum
- Tanzania
  - Dar es Salaam - Sân bay quốc tế Julius Nyerere
  - Kilimanjaro - Sân bay quốc tế Kilimanjaro
- Uganda
  - Entebbe - Sân bay quốc tế Entebbe

## Châu Mỹ

### Caribbean
- Aruba
  - Oranjestad - Sân bay quốc tế Queen Beatrix
- Netherlands Antilles
  - Bonaire
    - Kralendijk - Sân bay quốc tế Flamingo

  - Curaçao
    - Willemstad - Sân bay quốc tế Hato

  - Saint Maarten
    - Philipsburg - Sân bay quốc tế Princess Juliana

### Trung Mỹ
- Panama
  - Thành phố Panama - Sân bay quốc tế Tocumen

### Bắc Mỹ
- Canada
  - Calgary - Sân bay quốc tế Calgary
  - Montréal - Sân bay quốc tế Montréal-Pierre Elliott Trudeau
  - Toronto - Sân bay quốc tế Toronto Pearson
  - Vancouver - Sân bay quốc tế Vancouver
- México
  - Thành phố México - Sân bay quốc tế Thành phố México
- Hoa Kỳ
  - Atlanta - Sân bay quốc tế Hartsfield-Jackson
  - Chicago - Sân bay quốc tế O'Hare
  - Dallas - Sân bay quốc tế Dallas/Fort Worth
  - Houston - Sân bay quốc tế George Bush
  - Los Angeles - Sân bay quốc tế Los Angeles
  - New York City - Sân bay quốc tế John F. Kennedy
  - San Francisco - Sân bay quốc tế San Francisco
  - Washington, D.C. - Sân bay quốc tế Washington Dulles

### Nam Mỹ
- Brasil
  - São Paulo - Sân bay quốc tế São Paulo-Guarulhos
- Ecuador
  - Guayaquil - Sân bay quốc tế José Joaquín de Olmedo
  - Quito - Sân bay quốc tế Mariscal Sucre
- Peru
  - Lima - Sân bay quốc tế Jorge Chávez
- Suriname
  - Paramaribo - Sân bay quốc tế Johan Adolf Pengel

## Châu Á

### Trung Á
- Kazakhstan
  - Almaty - Sân bay quốc tế Almaty ^^

### Đông Á
- Trung Quốc
  - Bắc Kinh - Sân bay quốc tế Thủ Đô Bắc Kinh
  - Thành Đô - Sân bay quốc tế Thành Đô
  - Hạ Môn - Sân bay quốc tế Cao Ky Hạ Môn
  - Hàng Châu - Sân bay quốc tế Tiêu Sơn Hàng Châu
  - Thượng Hải - Sân bay quốc tế Phố Đông Thượng Hải
- Hồng Kông
  - Hồng Kông - Sân bay quốc tế Hồng Kông ^^
- Nhật Bản
  - Fukuoka - Sân bay quốc tế Fukuoka
  - Osaka - Sân bay quốc tế Kansai
  - Tokyo - Sân bay quốc tế Narita
- Hàn Quốc
  - Busan - Sân bay quốc tế Gimhae(26 tháng 10 năm 2015-)
  - Seoul - Sân bay quốc tế Incheon
- Trung Hoa dân quốc Đài Loan
  - Đài Bắc - Sân bay quốc tế Đào Viên Đài Loan

### Nam Á
- Ấn Độ
  - Delhi - Sân bay quốc tế Indira Gandhi

### Đông Nam Á
- Indonesia
  - Denpasar - Sân bay quốc tế Ngurah Rai
  - Jakarta - Sân bay quốc tế Soekarno-Hatta
- Malaysia
  - Kuala Lumpur - Sân bay quốc tế Kuala Lumpur
- Philippines
  - Manila - Sân bay quốc tế Ninoy Aquino
- Singapore
  - Sân bay quốc tế Singapore Changi ^^
- Thái Lan
  - Bangkok - Sân bay quốc tế Suvarnabhumi

### Tây Nam Á
- Bahrain
  - Sân bay quốc tế Bahrain
- Iran
  - Tehran - Sân bay quốc tế Imam Khomeini
- Israel
  - Tel Aviv - Sân bay quốc tế Ben Gurion
- Kuwait
  - Sân bay quốc tế Kuwait
- Oman
  - Muscat - Sân bay quốc tế Muscat
- Qatar
  - Doha - Sân bay quốc tế Doha
- Ả Rập Xê Út
  - Dammam - Sân bay quốc tế King Fahd
  - Riyadh - Sân bay quốc tế King Khalid cargo only
- Các Tiểu Vương quốc Ả Rập Thống nhất
  - Abu Dhabi - Sân bay quốc tế Abu Dhabi
  - Dubai - Sân bay quốc tế Dubai

## Châu Âu
- Áo
  - Viên - Sân bay quốc tế Viên
- Bỉ
  - Brussels - Sân bay quốc tế Brussels
- Cộng hòa Séc
  - Praha - Sân bay quốc tế Praha Ruzyně
- Đan Mạch
  - Billund - Sân bay Billund
  - Copenhagen - Sân bay quốc tế Copenhagen
- Phần Lan
  - Helsinki - Sân bay quốc tế Vantaa
- Pháp
  - Bordeaux - Sân bay quốc tế Mérignac
  - Lyon - Sân bay quốc tế Saint-Exupéry
  - Marseille - Sân bay quốc tế Marseille Provence
  - Nice - Sân bay quốc tế Côte d'Azur
  - Paris - Sân bay quốc tế Charles de Gaulle
  - Toulouse - Sân bay quốc tế Toulouse Blagnac
- Đức
  - Berlin - Sân bay quốc tế Tegel
  - Bremen - Sân bay Bremen
  - Köln - Sân bay quốc tế Cologne Bonn
  - Düsseldorf - Sân bay quốc tế Düsseldorf
  - Frankfurt - Sân bay quốc tế Frankfurt
  - Hamburg - Sân bay quốc tế Hamburg
  - Hanover - Sân bay Langenhagen
  - München - Sân bay quốc tế Franz Josef Strauss
  - Nuremberg - Sân bay Nuremberg
  - Stuttgart - Sân bay quốc tế Stuttgart
- Hy Lạp
  - Athens - Sân bay quốc tế Athens
- Hungary
  - Budapest - Sân bay quốc tế Ferihegy [từ 31-10]
- Ý
  - Bologna - Sân bay Bologna
  - Florence - Sân bay Peretola
  - Milan
    - Sân bay quốc tế Linate
    - Sân bay quốc tế Malpensa

  - Roma - Sân bay quốc tế Leonardo da Vinci-Fiumicino
  - Venice - Sân bay quốc tế Venice Marco Polo
- Luxembourg
  - Luxembourg – Sân bay Findel
- Na Uy
  - Bergen - Sân bay Bergen
  - Kristiansand - Sân bay Kristiansand Airport
  - Oslo - Sân bay quốc tế Gardermoen
  - Sandefjord - Sân bay quốc tế Sandefjord
  - Stavanger - Sân bay Stavanger
  - Trondheim - Sân bay Trondheim
- Hà Lan
  - Amsterdam - Sân bay quốc tế Amsterdam Schiphol Hub
- Ba Lan
  - Warszawa - Sân bay quốc tế Frédéric Chopin
- Bồ Đào Nha
  - Lisboa - Sân bay quốc tế Portela
- România
  - Bucharest - Sân bay quốc tế Henri Coandă
- Nga
  - Moskva - Sân bay quốc tế Sheremetyevo ^^
  - St Petersburg - Sân bay quốc tế Pulkovo
- Tây Ban Nha
  - Barcelona - Sân bay quốc tế Barcelona
  - Madrid - Sân bay quốc tế Barajas
- Thụy Điển
  - Gothenburg - Sân bay Landvetter
  - Linköping - Sân bay Linköping
  - Stockholm - Sân bay quốc tế Arlanda
- Thụy Sĩ
  - Genève - Sân bay quốc tế Genève
  - Zürich - Sân bay quốc tế Zürich
- Thổ Nhĩ Kỳ
  - Istanbul - Sân bay quốc tế Atatürk ^^
- Ukraina
  - Kiev - Sân bay quốc tế Boryspil
- Vương quốc Anh
  - Aberdeen - Sân bay Aberdeen
  - Birmingham - Sân bay quốc tế Birmingham
  - Bristol - Sân bay quốc tế Bristol
  - Cardiff - Sân bay Cardiff
  - Edinburgh - Sân bay Edinburgh
  - Glasgow - Sân bay quốc tế Glasgow
  - Hull - Sân bay Humberside
  - Leeds - Sân bay quốc tế Leeds Bradford
  - Liverpool - Sân bay John Lennon
  - Luân Đôn - Sân bay London Heathrow
  - Manchester - Sân bay Manchester
  - Newcastle upon Tyne - Sân bay Newcastle
  - Norwich - Sân bay quốc tế Norwich
  - Teesside - Sân bay Durham Tees Valley

## Điểm đến trước đây
Châu Phi
- Cameroon - Douala
- Cape Verde - Sal
- Congo - Brazzaville
- Côte d'Ivoire - Abidjan
- Guinea Xích đạo - Malabo
- Guinea - Conakry
- Liberia - Monrovia
- Libya - Benghazi
- Malawi - Lilongwe
- Morocco - Casablanca, Tangier
- Sénégal - Dakar
- Togo - Lomé
- Tunisia - Tunis
- Zambia - Lusaka

Châu Mỹ
- Argentina - Buenos Aires
- Brazil - Natal, Recife, Rio de Janeiro
- Canada - Halifax, Ottawa
- Chile - Santiago de Chile
- Colombia - Barranquilla
- Costa Rica - San José
- Cuba - La Habana
- El Salvador - San Salvador
- Guatemala - Guatemala City
- Haiti - Port au Prince
- Jamaica - Kingston
- St. Kitts and Nevis
- Trinidad and Tobago - Port of Spain
- Hoa Kỳ- Anchorage, Boston, Detroit, Memphis, Miami, Minneapolis/St Paul, Newark, Orlando
- Uruguay - Montevideo
- Venezuela - La Guaira, Maracaibo

Châu Á
- Azerbaijan - Baku
- Bangladesh - Dhaka
- Burma - Yangon
- India - Allahabad, Hyderabad, Jodhpur, Kolkata, Mumbai
- Indonesia - Biak, Medan, Palembang, Surabaya
- Iraq - Baghdad, Basra
- Iran - Abadan
- Nhật Bản - Nagoya, Sapporo
- Jordan - Amman
- Liban - Beirut
- Malaysia - Penang
- Pakistan - Gwadar, Karachi
- Ả Rập Xê Út - Dhahran (replaced by Dammam), Jeddah, Riyadh
- Sri Lanka - Colombo
- Syria - Damascus
- Việt Nam - TP. Hồ Chí Minh
- Yemen - Sana'a

Châu Âu
- Bulgaria - Sofia
- Croatia - Dubrovnik, Zagreb
- Síp - Nicosia
- Estonia - Tallinn
- Hy Lạp - Thessaloniki
- Hungary - Budapest
- Ý - Turin
- Ireland - Dublin, Shannon
- Latvia - Riga
- Hà Lan - Eindhoven, Enschede, Maastricht, Rotterdam
- Bồ Đào Nha - Santa Maria
- Serbia - Belgrade
- Tây Ban Nha - Las Palmas de Gran Canaria
- Thụy Điển - Malmö
- Thổ Nhĩ Kỳ - Ankara

Châu Đại Dương
- Australia - Melbourne, Sydney